# NGC 6710
NGC 6710 é uma galáxia espiral (S0-a) localizada na direcção da constelação de Lyra. Possui uma declinação de +26° 50' 19" e uma ascensão recta de 18 horas, 50 minutos e 34,0 segundos.
A galáxia NGC 6710 foi descoberta em 3 de Agosto de 1864 por Albert Marth.